# Paonias excaecatus
Paonias excaecatus là một loài bướm đêm thuộc họ Sphingidae.

## Phân phối
Loài này được tìm thấy ở Nova Scotia, New Brunswick và đảo Prince Edward, và khắp phần còn lại của Canada tận British Columbia. Tại Hoa Kỳ, loài này hiện diện về phía nam đến Florida ở phía đông, and westward đến miền đông California và về phía nam tận trung bộ Texas.

## Mô tả
Sải cánh dài 60–85 mm. Bướm trưởng thành hoạt động về đêm (Fullard & Napoleone 2001).
Trứng màu vàng xanh lá cây và nhỏ, trứng nở sau 8 ngày.

## Hình ảnh

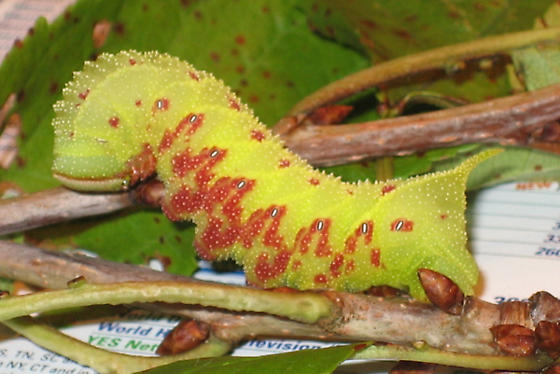
Con sâu bướm
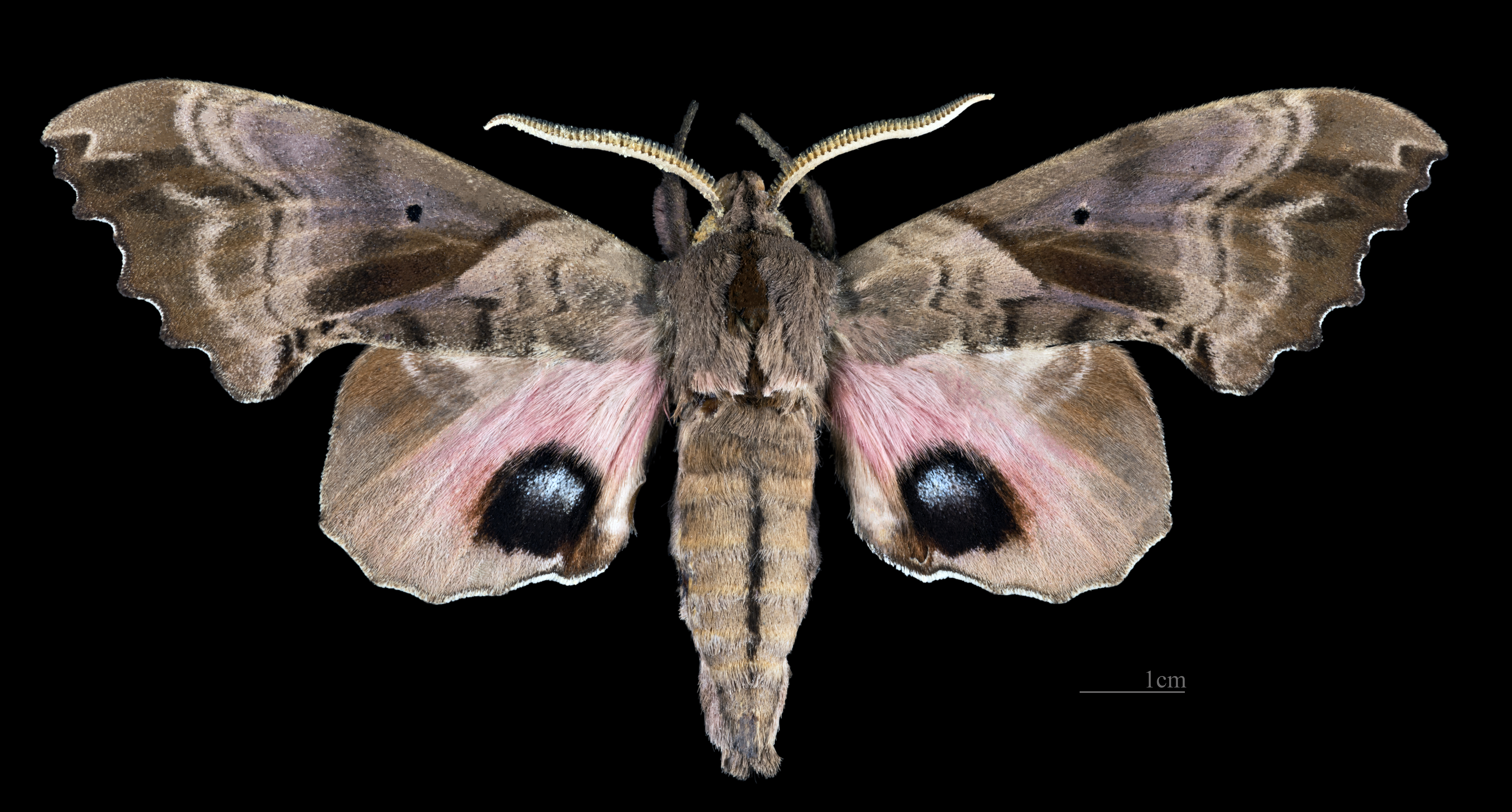
Paonias excaecatus ♂
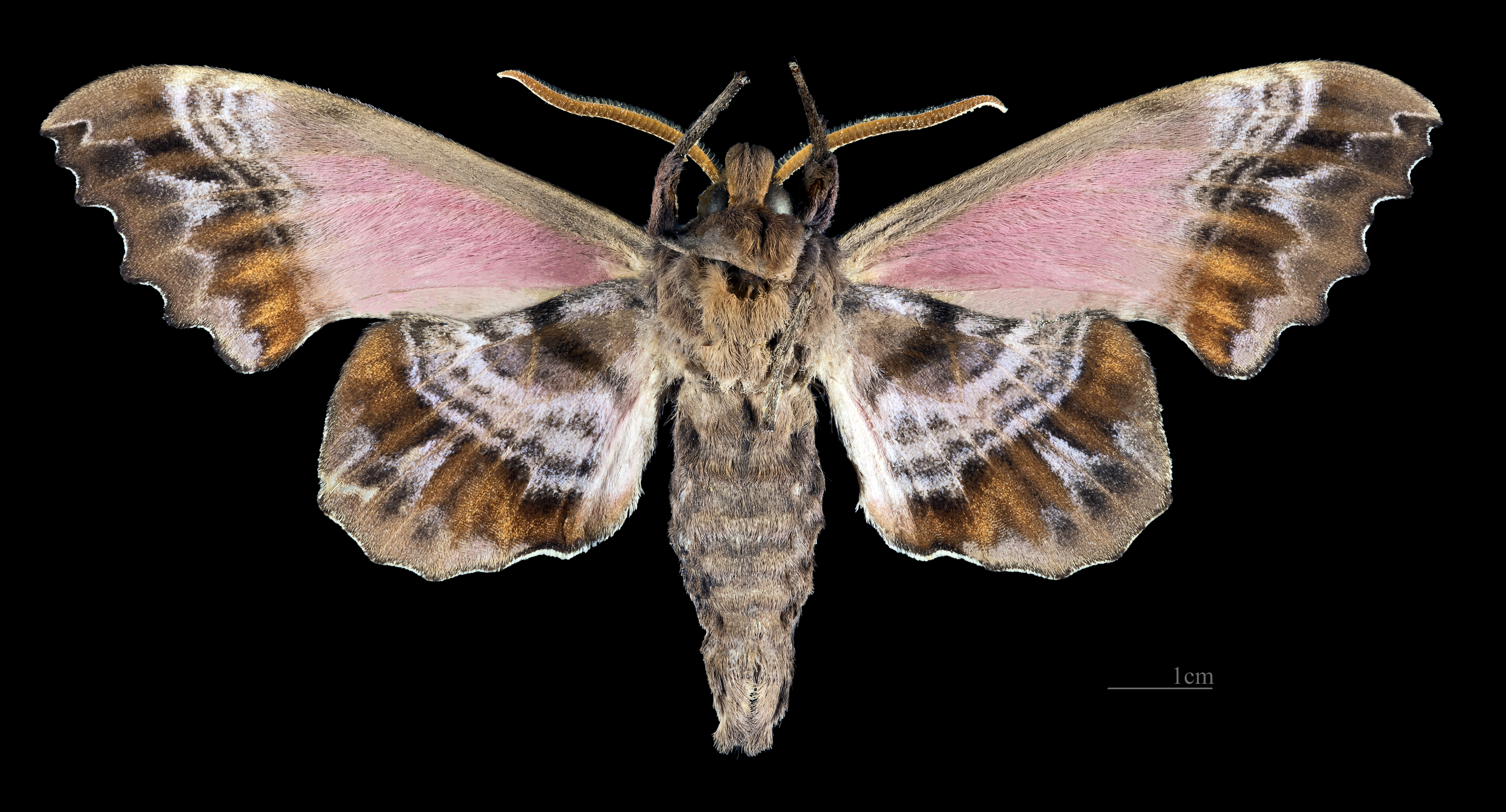
Paonias excaecatus ♂ △
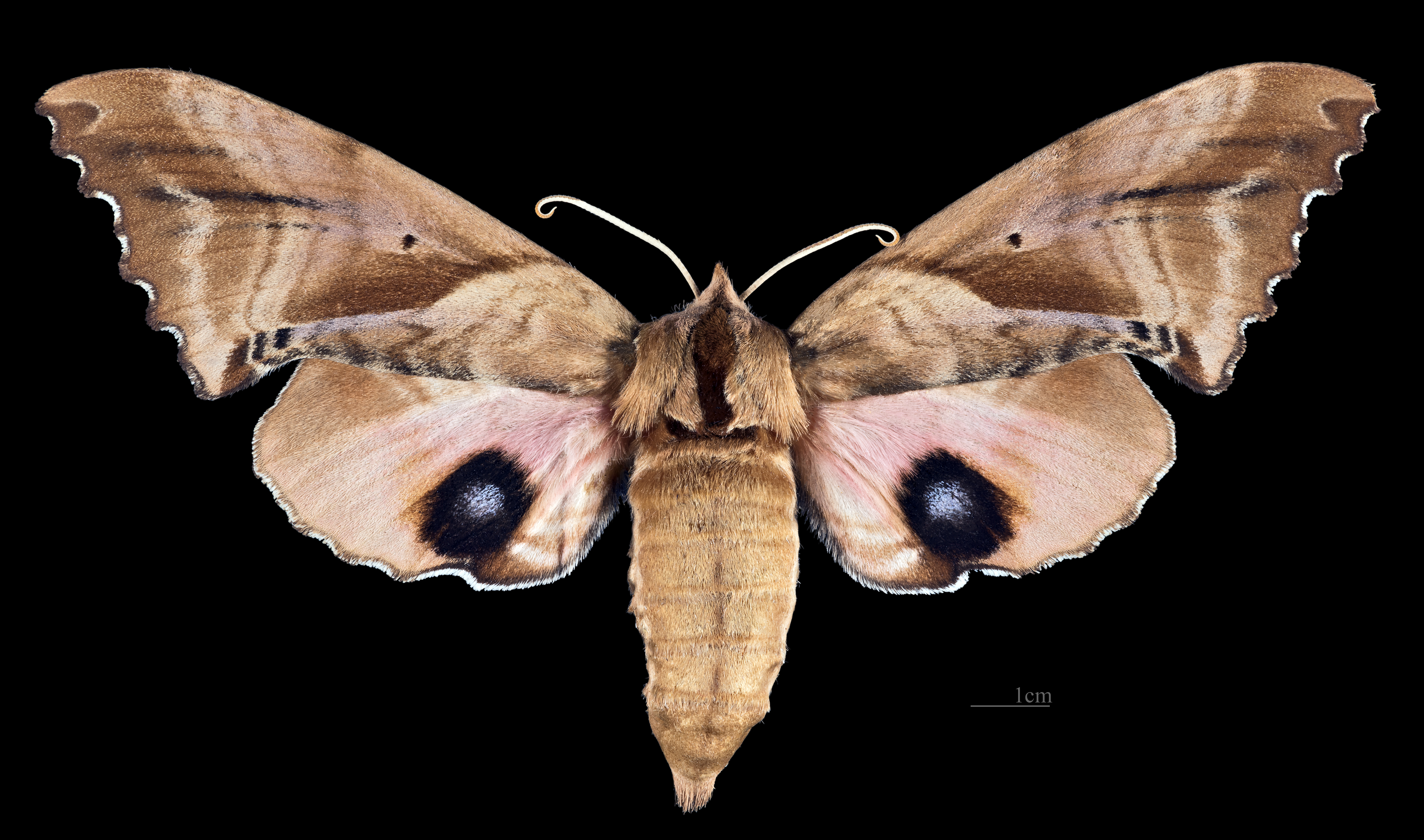
Paonias excaecatus ♀
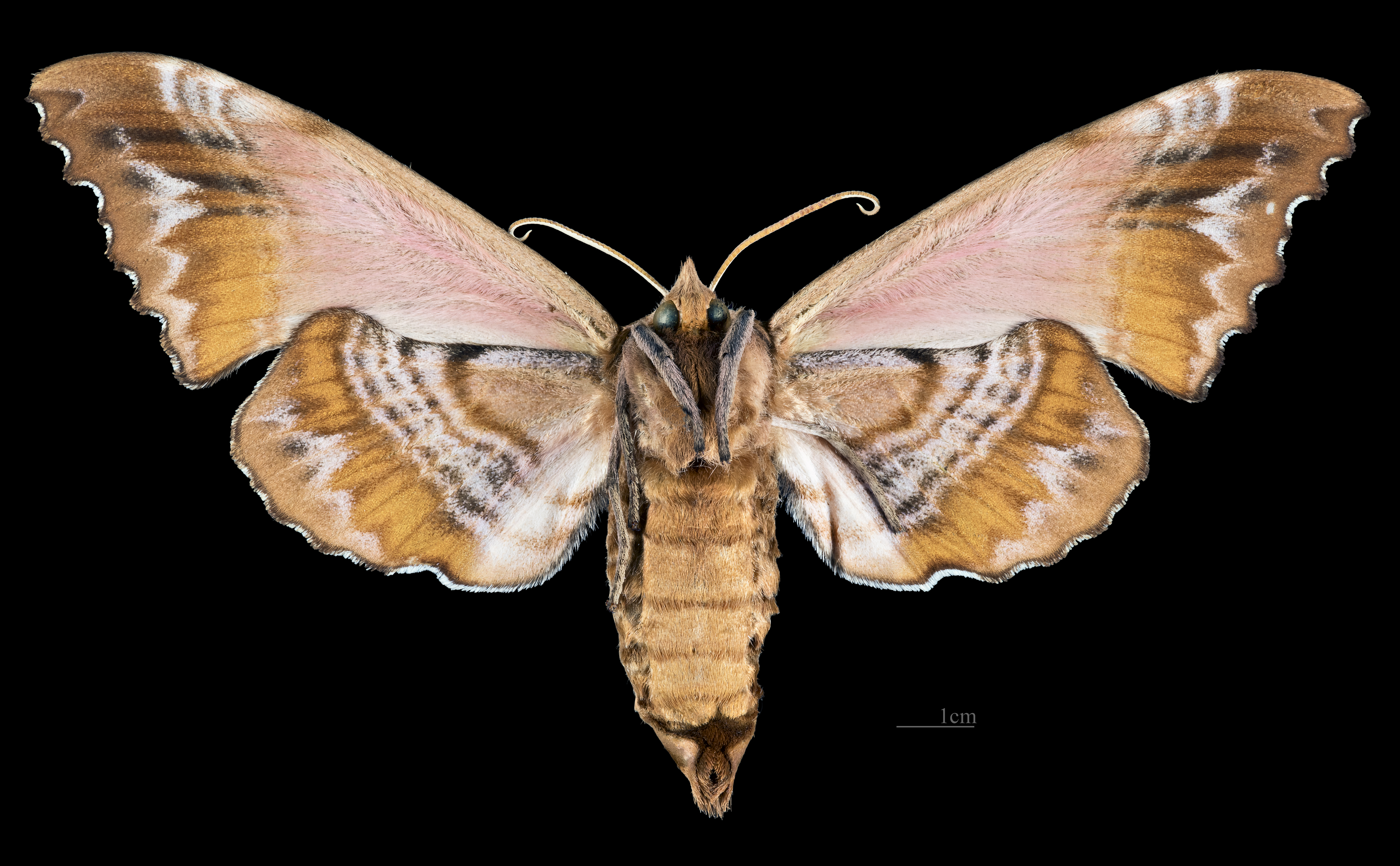
Paonias excaecatus ♀ △